# Renate (Name)
Renate oder Renata ist ein weiblicher Vorname.

## Herkunft des Namens
Der Name Renatus kommt aus dem Lateinischen und bedeutet „der Wiedergeborene“; die weibliche Form Renata bedeutet „die Wiedergeborene“.

## Verbreitung
Die lateinische Form des Namens ist vor allem im Italienischen und Polnischen gebräuchlich. Der entsprechende männliche Vorname ist Renatus, oder auch – in der aus dem Französischen übernommenen Form – René oder italienisch Renato.
War der Name Renate Anfang des 20. Jahrhunderts in Deutschland noch relativ ungebräuchlich, steigerte sich seine Popularität seit etwa 1910, so dass er von Mitte der 1930er- bis zur Mitte der 1950er-Jahre zu den zehn meistvergebenen weiblichen Vornamen gehörte. Während der 1940er war er oft der beliebteste Name. Seit Anfang der 1960er-Jahre ist seine Popularität allerdings stark zurückgegangen.

## Namenstag
Der Namenstag ist der 22. und 23. Mai und der 13. Oktober laut tschechischem Kalender, laut polnischem der 12. November.

## Varianten
- deutsch: Nata, Nate, Nati, Rena, Rene, Reni
- friesisch: Rena, Renette, Rentje
- französisch: Renée
- polnisch: Renata, Renia, Renatka
- ungarisch: Renáta
- italienisch, rumänisch: Renata

## Namensträgerinnen
- Renate Augstein (* 1950), deutsche Juristin
- Renate Axt (1934–2016), deutsche Schriftstellerin
- Renate von Bardeleben (* 1940), deutsche Anglistin, Amerikanistin und Hochschullehrerin
- Renate Bauer (Moderatorin) (* 1939), deutsche Schauspielerin und Fernsehmoderatorin
- Renate Bauer, späterer Name von Renate Vogel (* 1955), deutsche Schwimmerin
- Renate Bauer (Politikerin) (* 1962), österreichische Politikerin (SPÖ)
- Renate Blume (* 1944), deutsche Schauspielerin
- Renate Boy (1939–2023), deutsche Leichtathletin und Olympiamedaillengewinnerin
- Renate Brauner (* 1956), österreichische Politikerin
- Renate Brümmer (* 1955), schweizerische Meteorologin
- Renate Chotjewitz-Häfner (1937–2008), deutsche Literatin
- Renate Christin (* 1941), deutsche bildende Künstlerin
- Renate Damm (Juristin) (* 1935), deutsche Juristin
- Renate Damm (Radsportlerin) (1947–2012), deutsche Radrennfahrerin
- Renate Dannhauer-Borges (* 1939), deutsche Skilangläuferin
- Renate Delfs (1925–2018), deutsche Schauspielerin und Schriftstellerin
- Renate Ewert (1933–1966), deutsche Schauspielerin
- Renate Feyerbacher (* 1941), deutsche Journalistin
- Renate Feyrer (* 1966), österreichische Judoka
- Renate Fischer (1930–2008), deutsche Schauspielerin und Historikerin
- Renate Fischer (* 1943), deutsche Skilangläuferin
- Renate Fischer (* 1952), deutsche Linguistin
- Renate Fischer (* 1963), Richterin am Bundesgerichtshof
- Renate Geißler (* 1940), deutsche Schauspielerin
- Renate Götschl (* 1975), österreichische Skiläuferin
- Renate Groenewold (* 1976), niederländische Eisschnellläuferin
- Renate Grosser (* 1927), deutsche Schauspielerin und Synchronsprecherin
- Renate Günthert (1935–2011), deutsche Modedesignerin und Unternehmerin
- Renate Holland-Moritz (1935–2017), deutsche Schriftstellerin und Filmkritikerin
- Renate Holm (1931–2022), deutsch-österreichische Sängerin und Schauspielerin
- Renate Holzer (* 1980), österreichische Sängerin, siehe Renate (Sängerin)
- Renate Jaeger (Grafikerin) (1933–2018), deutsche Grafikerin
- Renate Jaeger (Juristin) (* 1940), deutsche Richterin
- Renate de Jong-Meyer (* 1947), deutsche Psychologin und Hochschullehrerin
- Renate Kampmann (* 1953), deutsche Schriftstellerin
- Renate Kern (1945–1991), deutsche Schlagersängerin
- Renate Kirchhoff (* 1960), deutsche evangelische Theologin und Hochschullehrerin
- Renate Knaup (* 1948), deutsche Sängerin, Wegbereiterin des Krautrock
- Renate Kohn (Tischtennisspielerin) (* 1935), deutsche Tischtennisspielerin
- Renate Kohn (* 1947), deutsche Schauspielerin
- Renate Krößner (1945–2020), deutsche Schauspielerin
- Renate Künast (* 1955), deutsche Politikerin (Bündnis 90/Die Grünen)
- Renate Kretschmar-Fischer (1925–2016), deutsche Pianistin
- Renate Krüger-Fischer (* 1971), österreichische Politikerin (Team Stronach)
- Renate Langer (* 1956), deutsches Fotomodell und Schauspielerin
- Renate Lenz-Fuchs (1910–2001), deutsche Juristin und Bürgermeisterin
- Renate Limbach (1971–2006), niederländische Schachspielerin
- Renate Lingor (* 1975), deutsche Fußballspielerin
- Renate Loewenberg (1929–2016), deutsche Drehbuchautorin, Filmregisseurin und Journalistin
- Renate Loll (* 1962), deutsche theoretische Physikerin
- Renate Luca (* 1946), deutsche Medienpädagogin und Hochschullehrerin
- Renate Mannhardt (1920–2013), deutsche Schauspielerin
- Renate Merck (1951–2024), deutsche Filmeditorin
- Renate Meyer (* 1938), deutsche Leichtathletin
- Renate E. Meyer (* 1963), österreichische Wirtschaftswissenschaftlerin
- Renate Müller (1906–1937), deutsche Schauspielerin und Sängerin
- Renate Müller, deutsche Filmeditorin
- Renate Müller (* 1945), deutsche Spielzeugdesignerin
- Renate Müller-Krumbach (1936–2021), deutsche Kunsthistorikerin, Museumsdirektorin
- Renate Nika (* 1972), österreichische Kirchenmusikerin und Theologin
- Renate Ohr (* 1953), deutsche Volkswirtin, Hochschullehrerin
- Renate Offergeld (* 1950), deutsche Kommunalpolitikerin
- Renate Reinsve (* 1987), norwegische Schauspielerin
- Renate Riemeck (1920–2003), deutsche Historikerin, Pädagogin und Friedensaktivistin
- Renate Rössing (1929–2005), deutsche Reportage- und Landschaftsfotografin
- Renate Roland (1943–2024), deutsche Schauspielerin
- Renate Schmidt (* 1943), deutsche Politikerin (SPD)
- Renate Schneider (* 1939), deutsche Turnerin
- Renate Schostack (1938–2016), deutsche Journalistin und Schriftstellerin
- Renate Schroeter (1939–2017), deutsche Schauspielerin
- Renate Schubert (Schauspielerin, 1939) (* 1939), deutsche Schauspielerin
- Renate Schubert (Schauspielerin, 1940) (1940–1966), deutsche Schauspielerin
- Renate Spitzner (* 1943), österreichische Komponistin
- Renate Stecher (* 1950), deutsche Leichtathletin und Olympiasiegerin
- Renate Steiger (1934–2006), deutsche Theologin und Musikwissenschaftlerin
- Renate Thyssen-Henne (* 1939), deutsche Unternehmerin
- Renate Trenz (* 1961), deutsche Richterin
- Renate Vogel (* 1955), deutsche Schwimmerin
- Renate Wagner (Theaterwissenschaftlerin) (geb. 1946), österreichische Theaterwissenschaftlerin
- Renate Wagner (Managerin) (* 1974), deutsche Managerin
- Renate Wagner-Redding (* 1946), deutsche jüdische Funktionärin
- Renate Wagner-Rieger (1921–1980), österreichische Kunsthistorikerin
- Renate Wagner-Wittula (* 1956), österreichische Sachbuchautorin zu Kulinarik und Tourismus
- Renate Welsh (* 1937), österreichische Autorin
- Renate Werwigk-Schneider (* 1938), deutsche Medizinerin
- Renate Yates (* 1933), österreichisch-australische Schriftstellerin
- Renate Zedworny (* 1947), deutsche Rollschuhsportlerin
- Renate Zillessen (1931–1992), deutsche Schauspielerin
- Renate Zürner (1930–2014), deutsche Malerin und Grafikerin

### Fiktive Figuren
Renaade, Hauptfigur der gleichnamigen Zeichentrickserie.